# Louise Michel (Schiff)
Die Louise Michel ist ein für Rettungsaktionen für Flüchtlinge über das Mittelmeer eingesetztes Schiff. Gestiftet wurde es vom britischen Künstler Banksy. Es ist nach der französischen Autorin und Anarchistin Louise Michel benannt.

## Geschichte

### Suroît– Einsatz als Patrouillenboot
Das Boot wurde 1988 als eines von zwei Patrouillenbooten der Avel-Gwalarn-Klasse in Auftrag gegeben, die von der Estérel-Werft in Cannes gebaut wurden. Der Rumpf war mit drei Schichten Mahagoniholz beplankt. Das Schiff wurde von der französischen Biathletin Emmanuelle Claret getauft und von der französischen Zoll- und Grenzschutzbehörde (Direction générale des douanes et droits indirects) als Suroît mit der Kennung DF 42 in Dienst gestellt.
Das Schiff war in Royan an der französischen Atlantikküste stationiert. Im Jahr 2014 verbrachte die Besatzung etwa 2.000 Stunden auf See und führte Inspektionen von 150 Schiffen im Einsatzgebiet zwischen der Île d’Yeu und der Küste im Süden der Biskaya durch.
Im Juli 2016 wurde in einem Artikel über die Umstrukturierung des französischen Zolldienstes erwähnt, dass die Suroît in La Rochelle nicht repariert werde, da mit der Umstrukturierung auch die Schließung der Royan-Zollbrigade zum 30. September 2018 verbunden sei.
Die Suroît wurde in der ersten Jahreshälfte 2020 an einen anonymen Bieter verkauft, der beabsichtigte, eine Besatzung professioneller privater Seenotretter zusammenzustellen.

### Louise Michel– Einsatz als Rettungsschiff
Der britischen Zeitung The Guardian zufolge wandte sich Banksy im September 2019 in einer E-Mail an die deutsche Sea-Watch-Kapitänin Pia Klemp, von der er in der Zeitung gelesen hatte. Er schrieb ihr, mit dem Verkauf von Werken über die Flüchtlingskrise habe er einiges Geld verdient, das er nicht behalten könne: „Könnten Sie es benutzen, um ein neues Schiff oder etwas anderes zu kaufen? Lassen Sie es mich bitte wissen. Gut gemacht. Banksy.“ Die Beteiligten vereinbarten, bis zur ersten Rettungsaktion Stillschweigen über Banksys Finanzierung zu wahren, um die Mission nicht zu gefährden. Im Jahr 2020 begannen Aktivisten in Camaret-sur-Mer mit der Reparatur und Überholung des Bootes. Sie versicherten der Öffentlichkeit, dass sie keine Migrantenboote nach Camaret-sur-Mer bringen wollten. Italienische Medien assoziierten die Gruppe mit dem Verein Sea-Watch. Die Louise Michel wird von keiner NGO oder einem eingetragenen Verein getragen, sondern von einem kleinen anarcho-feministischen Kollektiv.
Die italienische Tageszeitung La Stampa ordnete das Schiff erstmals Banksy zu, da er ein Kunstwerk am Boot angebracht hatte. Die 31 Meter lange Motoryacht war dabei teilweise rosa gestrichen worden;  ein Mädchen mit Schwimmweste und herzförmigem Rettungsring verzierte den Aufbau.
Im Sommer 2020 lag die Louise Michel zunächst zusammen mit anderen privaten Rettungsschiffen im spanischen Hafen von Burriana oberhalb von Valencia. Mit ihrer Geschwindigkeit von 27 Knoten (50 km/h) ist sie schneller als andere Schiffe von Nichtregierungsorganisationen. Am 18. August lief sie unter deutscher Flagge aus. Die Kapitänin Pia Klemp hatte  bereits in den Vorjahren mit der Iuventa und der Sea-Watch 3 Seenotrettungseinsätze geleitet. Die Besatzung besteht aus zehn in der Seenotrettung erfahrenen Personen aus ganz Europa.
Am 22. August nahm die Louise Michel vor der libyschen Küste erstmals Flüchtlinge auf und übergab sie der Sea-Watch 4.
Nachdem die Louise Michel vom 27. August bis zum 28. August über 200 Migranten aufgenommen hatte, war sie wegen des überfüllten Decks und zwei seitlich angeleinten Rettungsinseln manövrierunfähig. Sie bat die italienische Küstenwache und das maltesische Militär zunächst vergeblich um Hilfe. 49 Migranten und ein Toter wurden schließlich am 29. August von einem Schiff der italienischen Küstenwache übernommen, das von der Insel Lampedusa gestartet war. Weitere 150 Menschen wurden von der Sea-Watch 4 aufgenommen, die die Louise Michel am Abend erreichte. Am 22. Oktober 2020 wurde bekannt, dass die Louise Michel wegen einer Anfechtung der Schiffsregistrierung nicht mehr auslaufen durfte.
Ab Anfang 2022 führte die Besatzung mehrere Rettungseinsätze durch. Im März 2023 brachte die Louise Michel nach vier Rettungseinsätzen im Mittelmeer rund 180 Migranten auf die italienische Insel Lampedusa. Das Schiff wurde am 25. März für die Dauer von 20 Tagen durch die italienischen Behörden festgesetzt, da die Crew damit gegen ein neues Gesetz verstoßen habe, das die Durchführung mehrerer Rettungseinsätze hintereinander verbietet, d. h. ohne dazwischen einen Hafen anzusteuern. Nach der Festsetzung konnte die Louise Michel den Rettungsbetrieb wieder aufnehmen.
Am 2. Juli 2024 wurde das Schiff erneut für 20 Tage festgesetzt, nachdem es wegen schlechten Wetters um Erlaubnis gebeten hatte, Überlebende in Lampedusa an Land zu bringen, statt den vorgeschriebenen Hafen Pozzallo (Sizilien) anzulaufen. Die Erlaubnis wurde erteilt; dennoch wurde die Louise Michel festgesetzt. Nach Ablauf der Festsetzung nahm das Schiff den Rettungsbetrieb wieder auf.

## Bildergalerie

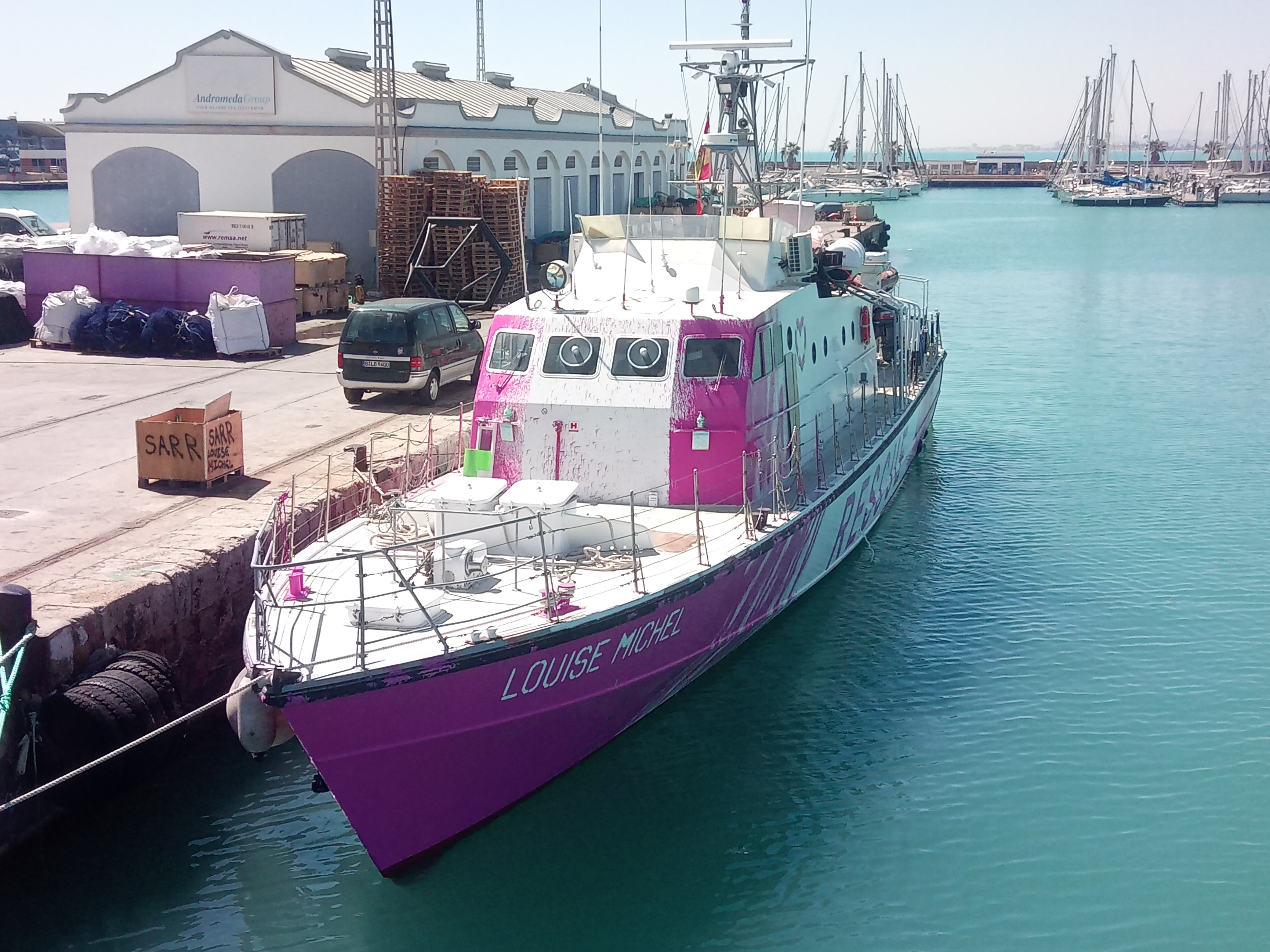
Louise Michel, Hafen von Burriana, April 2021
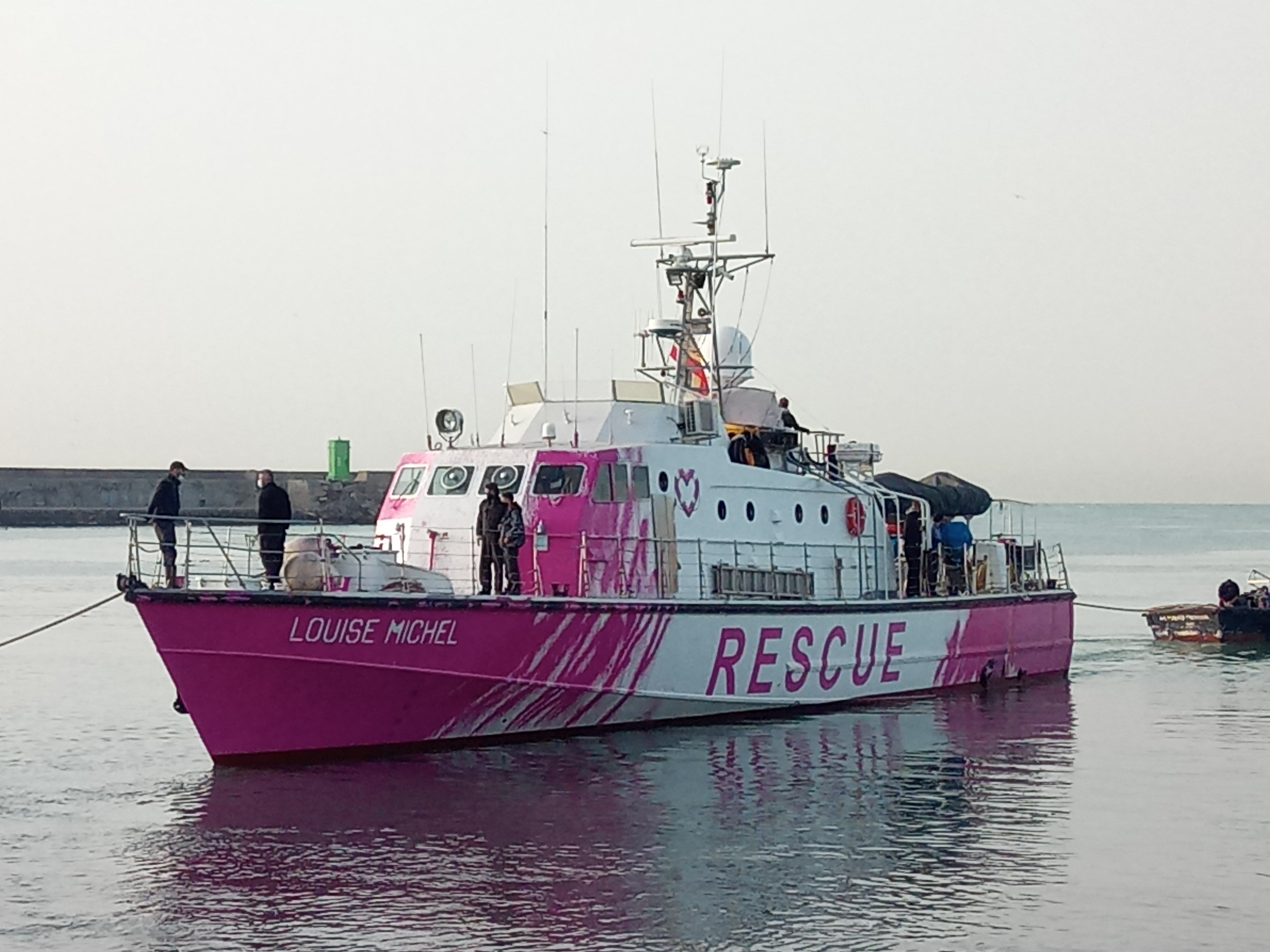
Louise Michel, Hafen von Burriana, März 2021